# WALTR
WALTR ( укр. ВОЛТЕР) — власницьке програмне забезпечення розроблене компанією Softorino Ltd. для конвертування та завантаження медіа та PDF файлів на пристрої з iOS (iPhone, iPad, iPod touch) та з обмеженою підтримкою пристроїв, що не належать до iOS (iPod Classic, Nano, Mini та Shuffle). 

## Загальна інформація
WALTR спеціально розроблений для конвертації і прямого переміщення відео, музики, рингтонів до пристроїв компанії Apple, що працюють на iOS: iPhone, iPad, iPod touch. 
Ключова відмінність від аналогічних програм - інтегрованість WALTR у систему програм iOS і, як наслідок - на iPhone не потрібно встановлювати додаткове програмне забезпечення.
WALTR адаптує (конвертує) будь-яке відео чи музику і робить її доступною у заводських додатках Apple - Music та Videos. За твердженням розробників - перегляд відео чи прослуховування музики заводськими додатками порівняно зі сторонніми заощаджує батарею, оскільки додатки, розроблені самою компанією Apple, максимально ефективно використовують можливості пристрою.
Унікальністю програми з моменту першого релізу є висока швидкість роботи та простота.
Дата виходу – 18 листопада 2014 року. 
Програма працює на Мас OS X і Windows PC.
Клієнтську підтримку здійснює SupportYourApp.

## Створення WALTR
Початкова ідея Waltr була зовсім інакшою, ніж в тому вигляді, в якому зараз існує програма.
Softorino Ltd. поставила перед собою задачу створити альтернативу iTunes, тобто, щось подібне до iExplorer та iFunbox. Але, одного разу, розробник компанії зібрав колег і приготував їм сюрприз. Він підключив iPhone до комп'ютера, кинув MKV (який iPhone не читає) файл, і той без проблем запустився в стандартному плеєрі. Причому ролик передався дуже швидко. У команди був шок. І тоді плани дещо змінилися. 
У якийсь момент розробники компанії Softorino подумали, а навіщо весь подальший функціонал роботи з файлами, налаштуваннями? І вирішили залишити лише drop zone, місце, куди перетягуєш файли і вони завантажуються на пристрій.

## Технологія
WALTR швидко передає файли на відміну від простих конвертерів.
Компанія Softorino Ltd. розробила спосіб одночасного конвертування та переміщення файлу на iOS пристрій, що і призводить до радикального зменшення часу. 
Вихід WALTR викликав протиріччя через те, що розробники стверджували, що файли не конвертуються, а «адаптуються» для перегляду у заводських додатках на iOS. Попри те, пізніше компанія Softorino Inc пояснила, що деяка часткова конверсія все-таки відбувається, залежно від формату.

## Особливості

### Самостійність
Самостійність передбачає трансформацію аудіо-відео контенту до iOS-пристроїв із будь-яких Mac та Windows систем без участі інших програм (iTunes зокрема)

### Універсальність
Програма транскодує будь-який формат у притаманний для iOS.
Вхідні формати:
- відео: MKV, AVI, MOV[en], MP4, M4V[en], 3GP, WMV, FLV, MTS[en], TS, MPG, M2V, DV, WEBM, RM, RMVB, VOB, M2TS[en]

- аудіо: MP3, FLAC, APE, ALAC, AAC, M4B, AIFF, WAV, WMA, CUE, OGG, OGA, WV, TTA, DFF, M4A, TAK, DSF
- книги: PDF & EPUB
- рингтони: M4R
- субтитри: SRT[en], ASS, SSA

### Простота використання
Простоту використання можна описати формулою кидай&насолоджуйся (drop&enjoy).
Алгоритм роботи з програмою містить три кроки:
1. Запустити WALTR на будь-якому Mac або Windows комп'ютері
2. Під’єднати будь-який iOS-пристрій
3. Перетягнути вибраний файл у робочу зону WALTR

Після завершення процесу, файл у потрібному форматі з’явиться у відео програвачі під'єднаного iOS-пристрою.

## Преса
Загалом, WALTR отримав відгуки більше ніж від 100 видань, включаючи Forbes USA, Wired.it, Gizmodo& FOX6Now.

## Подібні програми
- Handbrake
- iMazing
- iExplorer
- AnyTrans

## Цікавинки
- Програму названо на честь Волтера Вайта – персонажа американського телесеріалу «Пуститися берега».
- Програма дозволяє дивитися 4К-відеофайли на iPhone 6, хоча розробники уточнюють, що екран iPhone підтримує максимальну роздільну здатність 1080p (iPhone 6 Plus, iPhone 6S Plus). Під час тестування версії Waltr 1.0.2 для Mac, розробники спробували розмістити на iPhone  4K відео  з Samsung Smart Tv demos. На загальне здивування,  iPhone програв його легко і без будь-яких труднощів. У той момент це було революційним відкриттям, тому що Apple TV використовує чип з iPhone і скоріш за все наступне покоління Apple TV буде підтримувати розширення 4K.
- Програма працює легально і знецінює джейлбре́йк.